# Guimerà
|  | Vegeu Àngel Guimerà per a l'escriptor. |

Guimerà és una vila i municipi de la comarca de l'Urgell. També es coneix Guimerà com «El nou de Copes», ja que la vista del poble des del riu és un amuntegament de cases unes a sobre de les altres. Tot el poble és un conjunt declarat bé cultural d'interès nacional. Se situa a la vall del riu Corb. El nucli principal de cases, antigament emmurallat, reposa sobre el vessant nord de la vall. Els carrers i les cases s'enfilen, des del llit del riu, muntanya amunt. L'activitat principal del poble és l'agricultura de secà. A mitjans d'agost s'hi celebra una fira medieval, amb parades d'artesans i d'oficis antics, i algunes actuacions.

## Descripció
El poble de Guimerà es va anar formant, de dalt a baix, als peus del castell i l'església gòtica, envoltat per muralles amb quatre portals, dels quals queden el del sector nord, el de l'est i el de l'oest. El lloc que ocupava el portal de la banda sud, possiblement destruït per la riuada de Santa Tecla (1874), és ara conegut pel «portal». Els carrers, amb arcs que relliguen un costat i l'altre, tenen un traçat irregular, estrets i amb pendent, de regust encara medieval. Les cases, construïdes en part sobre porxos, conserven portes i finestres d'època renaixentista.
Del castell de Guimerà resten murs de les diverses dependències i la torre de planta circular, mig enderrocada, que possiblement era la torre mestra. L'església, gòtica, és d'una nau de tres trams amb creuer i absis poligonal de cinc costats, amb cobertes de creueria. La façana és centrada per la portada amb quatre arquivoltes apuntades i una finestra ogival al cim. Al costat esquerre s'alça la torre campanar de planta quadrada, acabada a finals del segle xv o inicis del XVI (a la part superior hi ha un escut de la família Castre-Pinós, que correspon en aquesta època).
Les excavacions arqueològiques realitzades en el decurs dels darrers anys per part de l'Institut d'Estudis Ilerdencs han posat al descobert les estances de la planta baixa del castell, així com el camí d'accés des del poble.

## Història
La vila de Guimerà, aturonada a la dreta del riu Corb, és presidida per les restes de l'antic castell, documentat des del segle xi, que fou primer centre d'una baronia i després d'un comtat. Durant el segle xii va pertànyer a la família Alemany de Cervelló. El 1343 va passar als Castre, el 1371 als Pinós (de fet Castre-Pinós) i el 1663 als ducs d'Híxer, que van ser senyors del lloc fins a l'any 1832, en què es van extingir les senyories jurisdiccionals. Actualment, el comte de Guimerà és el duc d'Híxer, germà del duc d'Alba de Tormes.
En temps de la primera guerra carlina, i concretament del 15 al 30 de setembre de 1835, el castell va quedar molt malmès a causa del setge que hi patiren els 500 voluntaris carlins del capitost Rosset a càrrec del coronel Niubó, el qual afusellà Rosset i més de 70 dels seus homes. Des de llavors, les restes de la fortalesa han continuat deteriorant-se per manca d'una adequada protecció.
L'església, dedicada inicialment a Santa Maria i ara a Sant Sebastià, fou començada el segle xiv pels senyors del lloc, Guerau Alemany de Cervelló i Geralda de Rocabertí, els escuts dels quals són a la façana.
Hi ha notícies d'una parròquia anterior, al mateix indret que l'actual, que inicialment pertanyia al bisbat d'Osona i que el 1154 va passar al de Tarragona. En queden vestigis de murs i una portada i, al Museu de Guimerà, alguns capitells romànics.

## Geografia
- Llista de topònims de Guimerà (Orografia: muntanyes, serres, collades, indrets..; hidrografia: rius, fonts...; edificis: cases, masies, esglésies, etc).

## Demografia
| 1497 f | 1515 f | 1553 f | 1717 | 1787  | 1857  | 1877  | 1887  | 1900  | 1910 |
| ------ | ------ | ------ | ---- | ----- | ----- | ----- | ----- | ----- | ---- |
| 91     | 103    | 128    | 444  | 1.246 | 1.606 | 1.488 | 1.468 | 1.394 | 990  |

| 1920  | 1930  | 1940  | 1950  | 1960 | 1970 | 1981 | 1990 | 1992 | 1994 |
| ----- | ----- | ----- | ----- | ---- | ---- | ---- | ---- | ---- | ---- |
| 1.425 | 1.255 | 1.155 | 1.126 | 922  | 660  | 501  | 473  | 421  | 421  |

| 1996 | 1998 | 2000 | 2002 | 2004 | 2006 | 2008 | 2010 | 2012 | 2014 |
| ---- | ---- | ---- | ---- | ---- | ---- | ---- | ---- | ---- | ---- |
| 397  | 375  | 399  | 383  | 361  | 344  | 341  | 330  | 305  | 295  |

| 2016 | 2018 | 2020 | 2022 | 2024 | 2026 | 2028 | 2030 | 2032 | 2034 |
| ---- | ---- | ---- | ---- | ---- | ---- | ---- | ---- | ---- | ---- |
| 275  | 270  | 271  | 261  | 246  | -    | -    | -    | -    | -    |

## Patrimoni arquitectònic

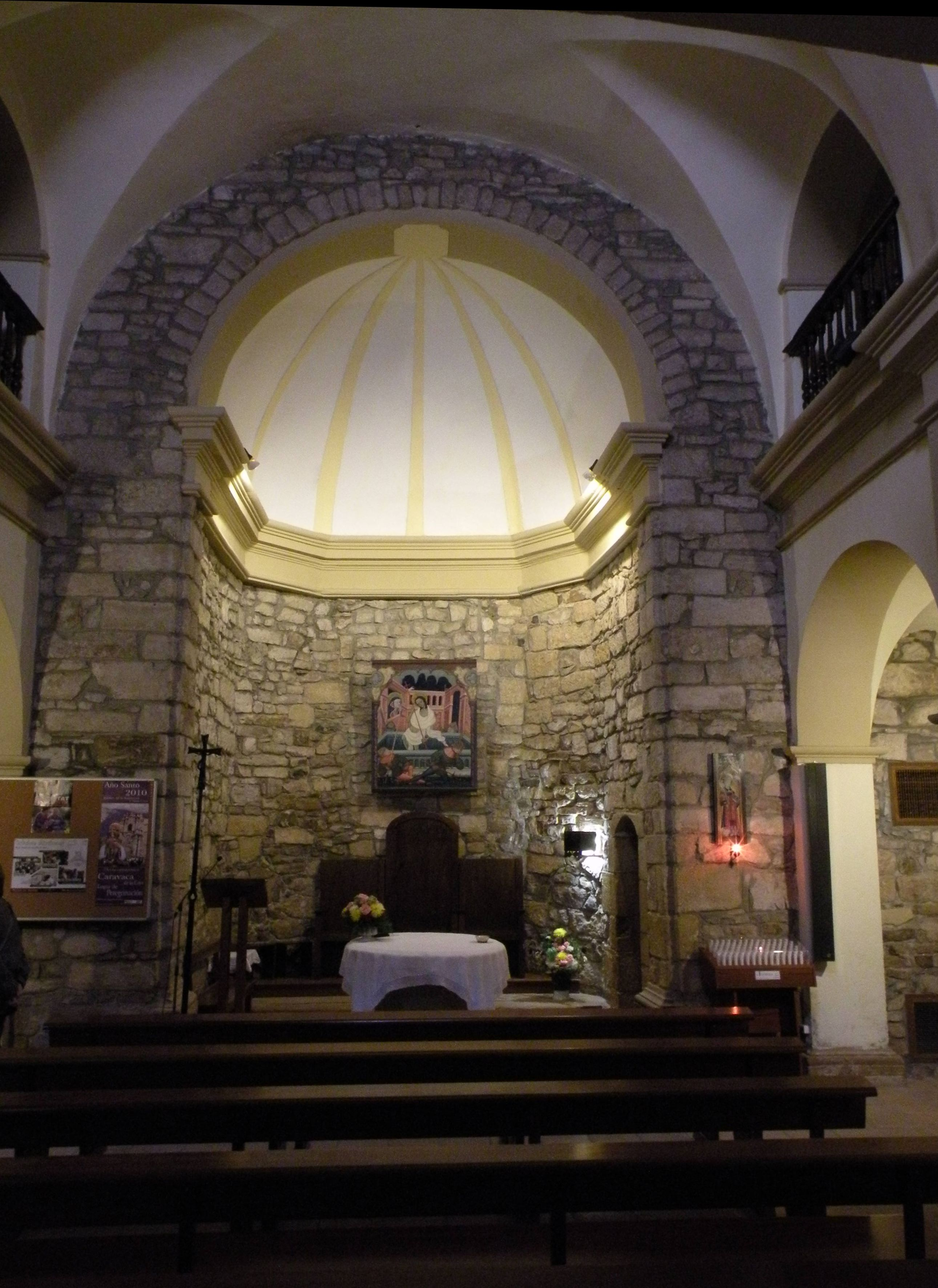
Interior de la capella de Sant Esteve

- Nucli antic: Guimerà és en el seu conjunt una extraordinària mostra d'urbanisme i arquitectura medieval. Hi és característica la presència d'arcs, coberts, cases pont, porxos i una variada mostra d'elements com ara portalades, finestres i balcons. També cal destacar-hi la conservació de bona part del seu recinte emmurallat i dels seus portals. Tot aquest conjunt d'elements arquitectònics i urbanístics van determinar la declaració de Guimerà, l'any 1975, com a Conjunt Històric i Artístic i la catalogació, l'any 1993 com a Bé Cultural d'Interès Nacional.
- El castell: Té l'origen en el segle xi arran del procés de reconquesta i repoblació. Es va anar construint a partir de la torre, el nucli originari, i va anant ampliant les estances en funció de les necessitats de cada moment: pati d'armes, estables, capella, cisterna, forn, sitges... El segle xvi es va convertir en palau residencial. L'element més característic de la fortalesa és la torre de guaita, un edifici fortificat destinat a la vigilància i salvaguarda de la vall que formava part d'una xarxa defensiva que es comunicava visualment amb altres torres de la zona. El 1835 s'hi atrinxeraren 80 carlins que foren morts per la Legió Estrangera Francesa.[2]
- L'església de Santa Maria: Situada a la part alta de la vila prop de les restes del castell. És una església gòtica de transició amb reminiscències romàniques, construïda al segle xiv i reformada els segles xviii i xix. És un edifici de planta quadrangular i absis poligonal amb una sola nau tancada per arcs i envoltada de capelles de diferents èpoques. En l'altar major, s'hi pot contemplar el retaule de Santa Maria d'estil gaudinià, obra de Josep Maria Jujol.
- La capella de Sant Esteve: Es troba a la part baixa de la vila, prop de la plaça Major. Fou construïda durant la primera meitat del segle xiv. L'edifici és de planta basilical amb absis poligonal, flanquejat per quatre capelles. L'any 1983 es restaura la capella i s'hi col·loca les reproduccions de dues taules gòtiques del retaule de Sta Maria, obra de Ramon de Mur.
- L'Antic Hospital: Casa hospital coneguda com a Cal Manseta, situada al costat de la capella de Sant Esteve. En la façana destaquen quatre finestrals amb elements típicament renaixentistes.
- El Santuari de Santa Maria de la Bovera: Situat a uns dos quilòmetres a ponent de Guimerà, dalt d'un turó. El santuari conserva part del claustre romànic del monestir cistercenc de Santa Maria de la Bovera fundat al segle xii, que depenia del monestir de Vallbona de les Monges. Al segle xv s'hi van fer reformes i s'aixecà el campanar. Al costat hi ha una ermita construïda al segle xviii.
- El monestir de Santa Maria de Vallsanta: Es troba a peu de carretera, a uns dos quilòmetres abans d'arribar a Guimerà per ponent. Es va construir a mitjans del segle xiii, amb l'assentament a la vall de la comunitat femenina de la Bovera. La clausura del monestir al segle xvi va provocar el deteriorament progressiu de l'edifici i el consegüent espoli. Actualment es conserva els magnífics finestrals de l'absis de l'església.[3]

## Museus
- Museu d'Art Matern Magda Sanrama, Museu de la Maternitat en tota la seva basant que recull materials diversos (pintures, escultures, segells, medalles, fotografies, escrits, etc.).[4]
- Museu de Guimerà, la cort del Batlle.[5]

## Fills il·lustres
- Joan Llort i Amenós (1859-1913): hisendat i delegat de l'Assemblea de Manresa (1892).
- Josep Maria Minguella i Llobet (1941-): agent de jugadors i exentrenador de futbol.